# Hemitrygon
Hemitrygon – rodzaj ryb chrzęstnoszkieletowych z podrodziny Dasyatinae w obrębie rodziny ogończowatych (Dasyatidae).

## Rozmieszczenie geograficzne
Do rodzaju należą gatunki występujące w wodach zachodniego, zachodnio-środkowego, południowo-zachodniego i północno-zachodniego Oceanu Spokojnego, wschodniego i północno-zachodniego Oceanu Indyjskiego oraz w południowo-wschodniej Azji (Mekong).

## Morfologia
Długość ciała do 200 cm; masa ciała (największa opublikowana) 10,7 kg.

## Systematyka
Rodzaj zdefiniowała w 1838 roku para niemieckich ichtiologów Johannes Peter Müller i Jakob Henle w artykule poświęconym opisowi cech rodzajowych ryb chrzęstnoszkieletowych, z opisami nowych rodzajów opublikowanym w czasopiśmie The Magazine of natural history. Gatunkiem typowym jest (późniejsze oznaczenie (także monotypowe)) H. bennetti.

### Etymologia
- Hemitrygon: gr. ἡμι- hēmi- ‘pół-, mały’, od ἡμισυς hēmisus ‘połowa’; rodzaj Trygon Cuvier, 1816[6].
- Toshia: James R. Tosh (1872–1917), szkocki biolog morski i inżynier żeglugi śródlądowej z departamentu morskiego Queensland[6]. Gatunek typowy (oryginalne oznaczenie (także monotypowe)): Dasyatis fluviorum Ogilby, 1908.

### Podział systematyczny
Do rodzaju należą następujące gatunki:
- Hemitrygon akajei (Bürger, 1841)
- Hemitrygon bennetti (Müller & Henle, 1841)
- Hemitrygon fluviorum (Ogilby, 1908)
- Hemitrygon izuensis (Nishida & Nakaya, 1988)
- Hemitrygon laevigata (Chu, 1960)
- Hemitrygon laosensis (Roberts & Karnasuta, 1987)
- Hemitrygon longicauda (Last & White, 2013)
- Hemitrygon navarrae (Steindachner, 1892)
- Hemitrygon parvonigra (Last & White, 2008)
- Hemitrygon sinensis (Steindachner, 1892)
- Hemitrygon yemenensis Moore, Last & Naylor, 2020